# Guido Schumacher
Guido Schumacher (* 14. Dezember 1965 in Wermelskirchen) ist ein ehemaliger deutscher Judoka, 1990 war er Europameister im Leichtgewicht.

## Sportliche Karriere
Der 1,76 m große Guido Schumacher war 1983 Fünfter der Juniorenweltmeisterschaften und Dritter der Junioreneuropameisterschaften im Halbleichtgewicht, der Gewichtsklasse bis 65 Kilogramm. 1986 war er Dritter der Militärweltmeisterschaften und gewann seinen einzigen deutschen Meistertitel. Bei den Europameisterschaften 1988 in Pamplona erreichte Schumacher das Finale und gewann die Silbermedaille hinter dem Franzosen Bruno Carabetta. Vier Monate nach den Europameisterschaften trat Schumacher bei den Olympischen Spielen in Seoul an, schied aber in seinem Auftaktkampf nach 52 Sekunden gegen den Bulgaren Iwan Kostadinow aus.
1989 wechselte Schumacher ins Leichtgewicht, die Gewichtsklasse bis 71 Kilogramm. 1989 siegte er beim World Masters in Rüsselsheim, 1990 erreichte er bei dem Turnier den dritten Platz. Bei den Europameisterschaften 1990 in Frankfurt am Main bezwang er im Viertelfinale den Ungarn Bertalan Hajtós, im Halbfinale den Türken Alpaslan Ayan und im Finale den Finnen Jorma Kokkonen. 1991 und 1992 war Schumacher jeweils Dritter der Deutschen Meisterschaften.
Schumacher war 1988 Mitglied des Budo Club SC Remscheid. Später kämpfte er unter anderem für den VfL Wolfsburg und den VfL Sindelfingen.